# Scotophaeus
Scotophaeus Simon, 1893 è un genere di ragni appartenente alla famiglia Gnaphosidae.

## Distribuzione
Le 61 specie note di questo genere sono state reperite in tutti i continenti: la specie dall'areale più vasto è la S. blackwalli, rinvenuta in diverse località del mondo intero.

## Tassonomia
Questo genere non è sinonimo posteriore di Herpyllus Hentz, 1832, a seguito di un lavoro degli aracnologi Platnick & Shadab (1977b).
Non sono stati esaminati esemplari di questo genere dal 2015.
Attualmente, a dicembre 2015, si compone di 61 specie e due sottospecie:
1. Scotophaeus aculeatus Simon, 1914 — Francia
2. Scotophaeus affinis Caporiacco, 1949 — Kenya
3. Scotophaeus afghanicus Roewer, 1961 — Afghanistan
4. Scotophaeus arboricola Jézéquel, 1965 — Costa d'Avorio
5. Scotophaeus bersebaensis Strand, 1915 — Namibia
6. Scotophaeus bharatae Gajbe, 1989 — India
7. Scotophaeus bifidus Schmidt & Krause, 1994 — Isole Capo Verde
8. Scotophaeus blackwalli (Thorell, 1871) — cosmopolita
  - Scotophaeus blackwalli isabellinus (Simon, 1873) — Corsica, Italia, Croazia
  - Scotophaeus blackwalli politus (Simon, 1878) — Francia
9. Scotophaeus brolemanni Simon, 1914 — Francia
10. Scotophaeus cecileae Barrion & Litsinger, 1995 — Filippine
11. Scotophaeus correntinus Mello-Leitão, 1945 — Argentina
12. Scotophaeus crinitus Jézéquel, 1965 — Costa d'Avorio
13. Scotophaeus dispulsus (O. P.-Cambridge, 1885) — Tagikistan, Mongolia
14. Scotophaeus domesticus Tikader, 1962 — India
15. Scotophaeus fabrisae Caporiacco, 1950 — Italia
16. Scotophaeus faisalabadiensis Ghafoor & Beg, 2002 — Pakistan
17. Scotophaeus gridellii Caporiacco, 1928 — Isole Canarie
18. Scotophaeus hierro Schmidt, 1977 — Isole Canarie
19. Scotophaeus hunan Zhang, Song & Zhu, 2003 — Cina
20. Scotophaeus insularis Berland, 1936 — Isole Capo Verde
21. Scotophaeus invisus (O. P.-Cambridge, 1885) — Yarkand (Cina)
22. Scotophaeus jacksoni Berland, 1936 — Isole Capo Verde
23. Scotophaeus jinlin Song, Zhu & Zhang, 2004 — Cina
24. Scotophaeus kalimpongensis Gajbe, 1992 — India
25. Scotophaeus lamperti Strand, 1906 — Africa centrale
26. Scotophaeus lindbergi Roewer, 1961 — Afghanistan
27. Scotophaeus madalasae Tikader & Gajbe, 1977 — India
28. Scotophaeus marleyi Tucker, 1923 — Sudafrica
29. Scotophaeus mauckneri Schmidt, 1956 — Isole Canarie
30. Scotophaeus merkaricola Strand, 1907 — India
31. Scotophaeus meruensis Tullgren, 1910 — Africa orientale
32. Scotophaeus microdon Caporiacco, 1933 — Libia
33. Scotophaeus musculus (Simon, 1878) — Francia, Madeira
34. Scotophaeus nanoides Wunderlich, 2011 —Portogallo
35. Scotophaeus nanus Wunderlich, 1995 — Austria
36. Scotophaeus natalensis Lawrence, 1938 — Sudafrica
37. Scotophaeus nigrosegmentatus (Simon, 1895) — Mongolia, Karakorum
38. Scotophaeus nossibeensis Strand, 1907 — Madagascar
39. Scotophaeus nyrensis Simon, 1909 — Africa orientale
40. Scotophaeus parvioculis Strand, 1906 — Etiopia
41. Scotophaeus peninsularis Roewer, 1928 — Grecia, Creta, Israele
42. Scotophaeus poonaensis Tikader, 1982 — India
43. Scotophaeus pretiosus (L. Koch, 1873) — Nuova Zelanda
44. Scotophaeus purcelli Tucker, 1923 — Sudafrica
45. Scotophaeus quadripunctatus (Linnaeus, 1758)[2] — Europa, Russia
46. Scotophaeus rajasthanus Tikader, 1966 — India
47. Scotophaeus rebellatus (Simon, 1880) — Cina
48. Scotophaeus regularis Tullgren, 1910 — Africa orientale
49. Scotophaeus relegatus Purcell, 1907 — Sudafrica
50. Scotophaeus retusus (Simon, 1878) — Francia
51. Scotophaeus rufescens (Kroneberg, 1875) — Asia centrale
52. Scotophaeus schenkeli Caporiacco, 1949 — Kenya
53. Scotophaeus scutulatus (L. Koch, 1866) — dall'Europa all'Asia centrale, Algeria
54. Scotophaeus semitectus (Simon, 1886) — Senegal
55. Scotophaeus simlaensis Tikader, 1982 — India
56. Scotophaeus strandi Caporiacco, 1940 — Etiopia
57. Scotophaeus tubicola Schmidt, 1990 — Isole Canarie
58. Scotophaeus typhlus Schmidt & Piepho, 1994 — Isole Capo Verde
59. Scotophaeus validus (Lucas, 1846) — Europa meridionale, Marocco, Algeria
60. Scotophaeus westringi Simon, 1914 — Francia
61. Scotophaeus xizang Zhang, Song & Zhu, 2003 — Cina

### Specie trasferite
1. Scotophaeus asiaticus Charitonov, 1946; trasferita al genere Asiabadus Roewer, 1961[1].
2. Scotophaeus blepharotrichus Strand, 1915; trasferita al genere Urozelotes Mello-Leitão, 1938.
3. Scotophaeus chohanius Patel & Patel, 1975; trasferita al genere Trachyzelotes Lohmander, 1944.
4. Scotophaeus cultior Kulczynski, 1899; trasferita al genere Macarophaeus Wunderlich, 2011.
5. Scotophaeus guatemalensis F. O. Pickard-Cambridge, 1899; trasferita al genere Apodrassodes Vellard, 1924.
6. Scotophaeus himalayaensis Hu, 2001; trasferita al genere Xizangia Song, Zhu & Zhang, 2004.
7. Scotophaeus leoi Barrion & Litsinger, 1995; trasferita al genere Systaria Simon, 1897, appartenente alla famiglia Miturgidae.
8. Scotophaeus loricatus (L. Koch, 1866); trasferita al genere Sosticus Chamberlin, 1922.
9. Scotophaeus mundulus (O. Pickard-Cambridge, 1872); trasferita al genere Odontodrassus Jézéquel, 1965.
10. Scotophaeus pictus F. O. Pickard-Cambridge, 1899; trasferita al genere Herpyllus Hentz, 1832.
11. Scotophaeus quilpuensis Simon, 1902; trasferita al genere Apodrassodes Vellard, 1924.
12. Scotophaeus scrutatus (O. Pickard-Cambridge, 1872); trasferita al genere Zelotes Gistel, 1848.
13. Scotophaeus senilis (O. Pickard-Cambridge, 1872); trasferita al genere Poecilochroa Westring, 1874.
14. Scotophaeus striatus Kishida, 1932; trasferita al genere Drassodes Westring, 1851.
15. Scotophaeus varius Simon, 1893; trasferita al genere Macarophaeus Wunderlich, 2011.
16. Scotophaeus voluntarius Chamberlin, 1920; trasferita al genere Nodocion Chamberlin, 1922
17. Scotophaeus vulpinus (O. Pickard-Cambridge, 1874); trasferita al genere Megamyrmaekion Wider, 1834
18. Scotophaeus walteri Roewer, 1928; trasferita al genere Haplodrassus Chamberlin, 1922
19. Scotophaeus yunnanensis Schenkel, 1963; trasferita al genere Odontodrassus Jézéquel, 1965

### Sinonimi
- Scotophaeus californicus (Banks, 1904); trasferita dal genere Drassodes e posta in sinonimia con S. blackwalli (Thorell, 1871) a seguito di un lavoro degli aracnologi Ubick & Roth (1973a) effettuato quando gli esemplari appartenevano al genere Herpyllus[1].
- Scotophaeus mingcaii Yin, Zhang & Bao, 2003; posta in sinonimia con S. hunan Zhang, Song & Zhu, 2003, a seguito di un lavoro degli aracnologi Song, Zhu & Zhang del 2004.
- Scotophaeus pius (Chamberlin, 1920); trasferita qui dal genere Herpyllus e postra in sinonimia con S. blackwalli (Thorell, 1871) a seguito di un lavoro degli aracnologi Ubick & Roth (1973a) effettuato quando gli esemplari appartenevano al genere Herpyllus.
- Scotophaeus simaoensis Zhang, Yin & Bao, 2003; posta in sinonimia con S. xizang Zhang, Song & Zhu, 2003, a seguito di un lavoro degli aracnologi Song, Zhu & Zhang del 2004.
- Scotophaeus subcorticis Levy, 1999; posta in sinonimia con S. peninsularis Roewer, 1928 a seguito di uno studio degli aracnologi Chatzaki, Thaler & Mylonas (2002b).
- Scotophaeus voigti (Bösenberg, 1899); trasferita dal genere Drassodes e posta in sinonimia con S. blackwalli (Thorell, 1871) a seguito di un lavoro di Breitling et al. del 2015.

### Nomen dubium
- Scotophaeus mengei (Simon, 1878a); esemplare femminile reperito in Germania. Ha cambiato nome da Drassus rubrens Menge, 1850. A seguito di un lavoro di Grimm del 1985, è da ritenersi nomen dubium[1].